# Свистуны (Вологодская область)
Свистуны́ — деревня в Устюженском районе Вологодской области.
Входит в состав Устюженского сельского поселения, с точки зрения административно-территориального деления — в Устюженский сельсовет.
Расстояние по автодороге до районного центра Устюжны — 17 км. Ближайшие населённые пункты — Вороново, Дора, Дягилево.
Население по данным переписи 2002 года — 15 человек.
В деревне расположен памятник архитектуры жилой дом.